# 長春市滑冰館
長春市滑冰館位於吉林省长春市，在2006年竣工，可以容納300名觀眾觀賽。在2007年時，滑冰館會成為冬亞運的冰壺小項的比賽場館。